# Stensbæk (hovedgård)
 For alternative betydninger, se Stensbæk. (Se også artikler, som begynder med Stensbæk)
Stensbæk er en gård og tidligere hovedgård og gods i Bindslev Sogn i det tidligere Horns Herred, Hjørring Amt, nu Hjørring Kommune Vendsyssel.

## Ejere
- slægten Vognsen
- 1543 -1557 ca, Anders Thomsen – Jens Hansen – Anders Jensen
- 1586 – 96 Mogens Andersen
- Ove Christoffer Lunge ?
- Jørgen Ovesen Lunge
- 1635 ca. Margrethe Lunge
- 1638 Sophie Stensdatter Brahe
- 1740-1743 Christian greve Rantzau
- 1743-1750 Hans Wissing
- 1750 Jørgen Pallesen Kjærulf
- 1783 Maren Jørgensdatter Braegaard
- 1785 Anne Jørgensdatter Kjærulf
- 1793 Jakob Jørgen Bergh
- 1805 Peder Mathias Gesmell Schierup
- 1805 Arent Hassel Rasmussen
- 1805 Chr. Thomsen Lychegaard og Chr. Severin Schiørring
- 1807 Jens Mathias Boelund
- 1819 Statskassen
- 1826 Chr. Fr. G. Bang
- 1859 Hans Claus Chr. Bang
- Helene Bang
- 1912 Th. Graf
- 1915 L.Langberg
- 1920 ca. P. Damgaard
- 1922 – 54 Aage Skrubbeltrang
- 1960 Arne Skrubbeltrang [1]